# 天涯·明月·刀 (電影)
《天涯·明月·刀》，是1976年上映的一部香港電影，由楚原執導，改編自古龍的同名武俠小說。製作班底與同年3月上映的《流星·蝴蝶·劍》相同。2011年，本片獲香港電影資料館推選為「百部不可不看的香港電影」之一。:67

## 演員表
| 演員   | 角色   | 備註                               |
| ------ | ------ | ---------------------------------- |
| 狄龍   | 傅紅雪 | 天下第一快刀                       |
| 羅烈   | 燕南飛 | 人稱「薔薇劍客」。                 |
| 恬妮   | 明月心 |                                    |
| 井淼   | 秋水清 | 孔雀翎主人。                       |
| 井莉   | 玉貞   | 秋水清之女。演員井莉亦是井淼之女。 |
| 唐菁   | 公子羽 |                                    |
| 李麗麗 | 唐詩   |                                    |
| 谷峰   | 蕭劍   |                                    |
| 徐少強 | 顧棋   |                                    |

## 故事大綱
傅紅雪和燕南飛決鬥期間，被人偷襲。二人從名妓明月心口中得知殺手乃神秘高手公子羽指使，因公子羽欲稱霸武林，而傳說只有傅和燕兩人以及絕世暗器孔雀翎能剋制他。傅紅雪往找孔雀翎主人秋水清，可惜來遲一步，秋水清臨終前將剩餘兩發孔雀翎及女兒玉貞交託予傅紅雪。後來公子羽捉走玉貞，逼傅紅雪以孔雀翎交換。傅紅雪發現明月心實為公子羽的妻子，燕南飛亦是公子羽的傀儡。

## 外部連結
- 香港影庫上《天涯·明月·刀》的資料（繁體中文）
- 互联网电影数据库（IMDb）上《天涯·明月·刀》的资料（英文）
- 豆瓣电影上《天涯·明月·刀》的資料 （简体中文）